# Bołdyriewo (stiepurinskoje sielskoje posielenije)
Bołdyriewo (ros. Болдырево) – wieś (dieriewnia) w Rosji, w obwodzie twerskim, w rejonie starickim. W 2010 liczyła 33 mieszkańców.